# مانکا
مانوئل مارینیو آلوس با نام مستعار مانکا (پرتغالی: Maneca; ۲۸ ژانویهٔ ۱۹۲۶ – ۱۴ ژوئیهٔ ۱۹۶۱) بازیکن فوتبال اهل برزیل بود.
از باشگاه‌هایی که در آن بازی کرده‌است می‌توان به باشگاه ورزشی بانگو، باشگاه ورزشی واسکو دوگاما، و باشگاه ورزشی ویتوریا اشاره کرد.
وی همچنین در تیم ملی فوتبال برزیل بازی کرده‌است.